# الحسين بن مطير الأسدي
الحسين بن مطير الأسدي (؟ - 170هـ/786م) شاعر عربي مخضرم شهد العصر الأموي والعصر العباسي الأوَّل، تُنسَب إليه قصائد قليلة.

## سيرته
لا يُعرَف تاريخ ميلاد الحسين بن مطير على وجه الدقة، ولكن يُرجَّح أنَّه ولِدَ إمَّا في نهاية القرن الأوَّل الهجري أو في بداية القرن الثاني، ويُقدِّر عمرو فاروخ أنَّه ولِدَ بين عامي 90 و95 من التقويم الهجري، والأخبار عنه قليلة، ولا تفصح كثيراً عن سيرته الذاتيَّة، ومن المؤكِّد أنَّه عاصر الدولتين الأمويَّة والعباسيَّة. كان الحسين مولى لرجلٍ من بني أسد، ويُقال أنَّ مولاه أعتقه، وتذكر روايات أخرى أنَّه كاتب مولاه حتى أُعتِقَ. سكنَ الحسين بن مطر في بلدة زُبَالة، مدينة من التغلبية، في الطريق الواصل بين الكوفة ومكة، وكانت المدينة عامرة بالأسواق والتُجَّار. تطبَّع الحسين بطباع أهل البادية، فكان يلبس ملابسهم، ويتحدَّث مثل حديثهم. اشتهر الحسين بن مطر بمدح الحُكَّام، ووفد على الوليد بن يزيد في دمشق بصحبة شعراء آخرين، منهم مروان بن أبي حفصة وطريح بن إسماعيل الثقفي، وألقى هناك قصائد يمتدح فيها الوليد. وبعد زوال دولة بني أُمَيَّة وفد الحسين على معن بن زائدة الشيباني، وهو الوالي على اليمن في خلافة أبي جعفر المنصور، وألقى قصيدة في حضرته إلا أن شعره لم يُعجب معن، وفي اليوم التالي ألقى عليه أرجوزة لاميَّة استحسنها معن، وبعد أن قُتِل معن في 152هـ رثاه الحسين بقصيدةٍ تُعدُّ من أرقى قصائده. لم يتصل الحسين بن مطر بالخليفة العباسي أبي جعفر المنصور، ولمَّا تُوِّج المهدي وفد عليه الحسين وألَّف قصائد كثيرة في مديحه حصل في مقابلها على عطايا المهدي وهداياه. تُوفِّي الحسين بن مطر الأسدي في عام 170هـ وفق ما ذكره ابن شاكر.

## شعره
الأغراض في شعره تتنوع بين المديح والرثاء والوصف والغزل والحكمة، وأسلوبه في الشعر تقليدي من ناحية الشكل والمضمون، وأجاد الرجز، واشتهر بوصف السحاب، حتى عدَّه ابن المعتز وأبو هلال العسكري أنَّه أشهر وأفضل من يصفها. امتدح شعره عدد من الرواة ونُقَّاد الأدب والشعر، ويقول عنه أبو عبيدة معمر بن المثنى: «إنَّه ليقع من شعره الشيء بعد الشيء فيكثر، وتُعجِبني كثرة بدائعه، وهو من أعجب الشعراء إلي»، ووصفه ابن المعتز أنَّه من «المُكثرِين المُجِيدين المعروفين»، وامتدحه كذلك أبو الفرج الأصفهاني وياقوت الحموي. وفي العصر الحديث اعتنى بشعره حسين عطوان ونشر ديوانه في «مجلة معهد المخطوطات العربية» في عددها الصادر في مايو 1965، ثُمَّ نُشِر ديوانه مرة أخرى في 1971 ضمن سلسلة كتب التراث جمعه وحققه محسن غياض.